# Frederick County (Maryland)
Das Frederick County ist ein County im US-amerikanischen Bundesstaat Maryland. Im Jahr 2020 hatte das County 271.717 Einwohner und eine Bevölkerungsdichte von 158 Einwohnern pro Quadratkilometer. Der Verwaltungssitz (County Seat) ist Frederick.
Das Frederick County ist Bestandteil der Metropolregion um die US-Hauptstadt Washington.

## Geographie

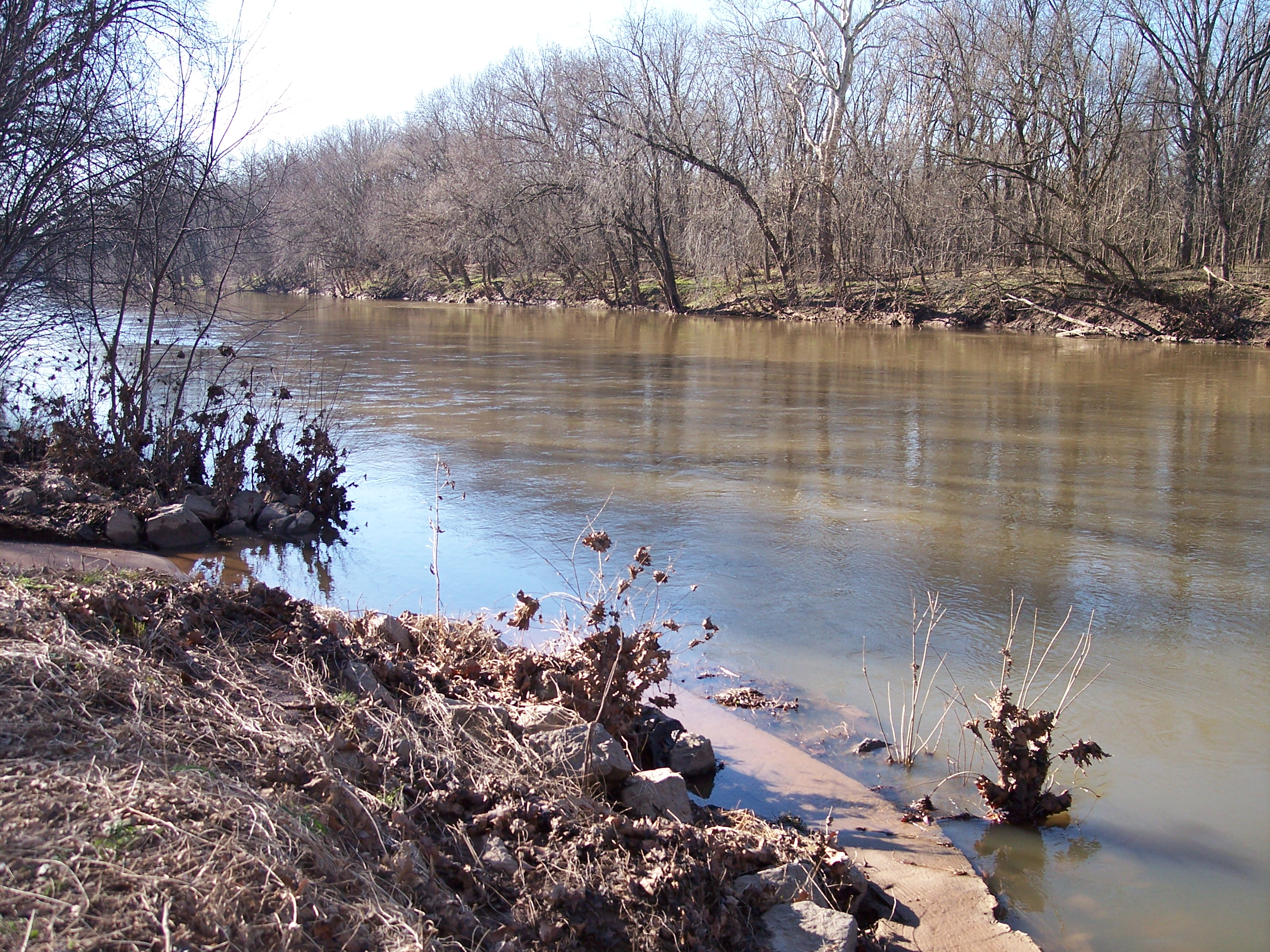
Der Monocacy River

Das County hat eine Fläche von 1728 Quadratkilometern; davon sind zwölf Quadratkilometer (0,67 Prozent) Wasserflächen. Im Norden bildet die Mason-Dixon-Linie die Grenze zu Pennsylvania; der im Süden verlaufende Potomac River ist gleichzeitig die Grenze zu Virginia. Das Frederick County liegt im Übergangsbereich zwischen dem Piedmont und den Appalachen. Die beiden aufragenden Höhenzüge des Countys, Catoctin Mountain und South Mountain – die Kammlinie des letzteren bildet einen Teil der westlichen Countygrenze – sind eine Verlängerung der Blue Ridge Mountains und verlaufen etwa in nordsüdlicher Richtung.

Das County wird in nordost-südwestlicher Richtung vom aus Pennsylvania kommenden Monocacy River durchflossen, an dessen rechten Ufer auch das Verwaltungszentrum Frederick liegt.
Das Frederick County grenzt an folgende Countys in Maryland, Pennsylvania und Virginia:
| Franklin County (Pennsylvania) | Adams County (Pennsylvania) |                |
| Washington County              |                             | Carroll County |
| Loudoun County (Virginia)      | Montgomery County           | Howard County  |

## Geschichte

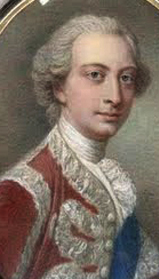
Frederick Calvert

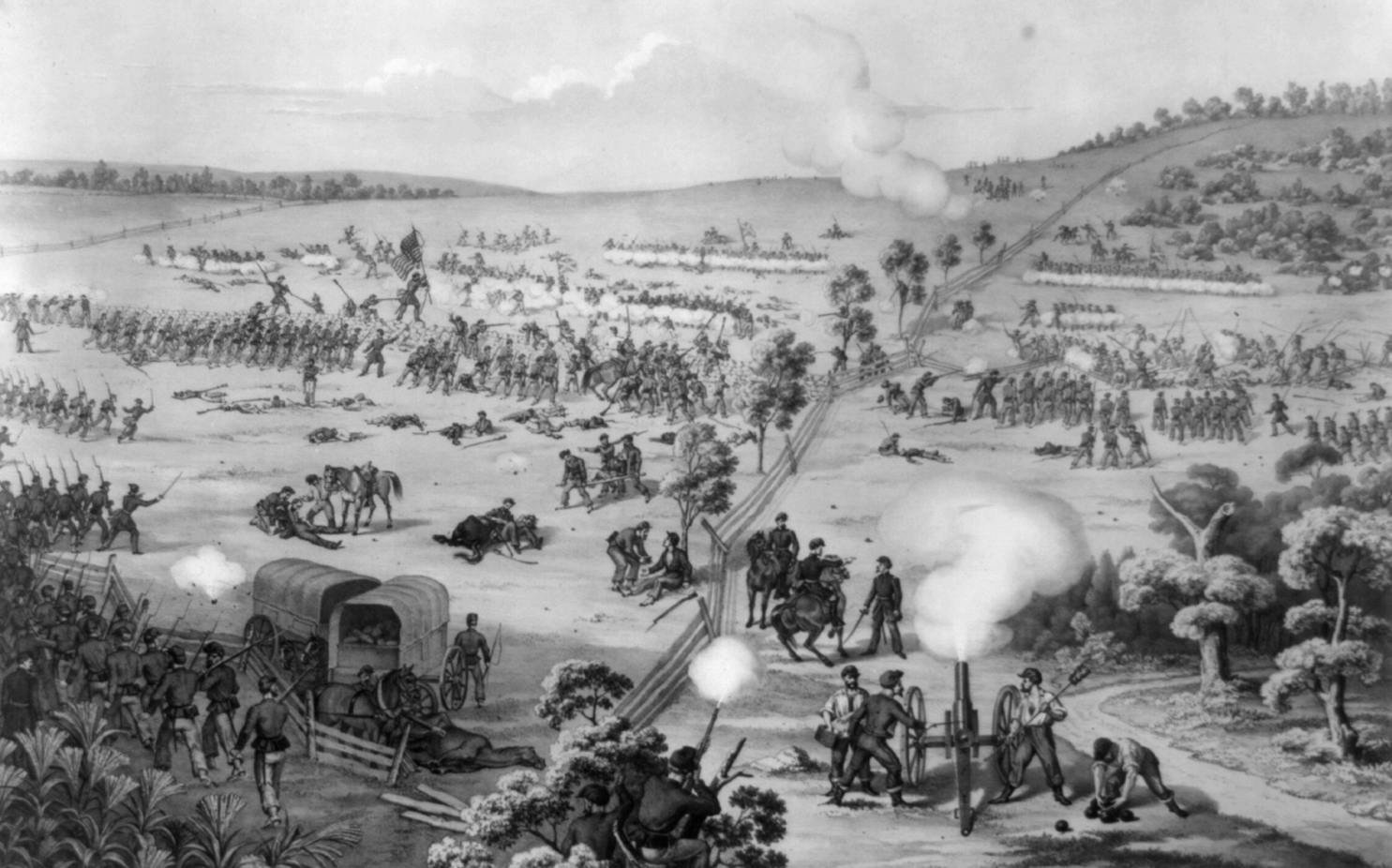
Bild der Schlacht am South Mountain, die hier stattfand

Das Frederick County wurde 1746 aus Teilen des Prince George’s County und des Baltimore County gebildet. Benannt wurde es nach Frederick Calvert, 6. Baron Baltimore (1731–1771), dem letzten Baron Baltimore.
Das County war ursprünglich wesentlich größer als es heute ist. 1776 wurden das Washington und das Montgomery County ausgegliedert. 1837 wurde ein Teil des Frederick County ausgegliedert und mit einem Teil des benachbarten Baltimore County zum neu entstehenden Carroll County vereinigt.

Zwei Stätten haben aufgrund ihrer geschichtlichen Bedeutung den Status einer National Historic Landmark, das Monocacy National Battlefield und das historische Wohnhaus Schifferstadt. 92 Bauwerke und Stätten des Countys sind im National Register of Historic Places eingetragen (Stand 13. November 2017).

## Bekanntheit
Größter Arbeitgeber des Countys sind die militärischen Forschungseinrichtungen in Fort Detrick, darunter das Biowaffenforschungszentrum United States Army Medical Research Institute of Infectious Diseases.
Es wurde bekannt durch den Film Blair Witch Project, der in der Nähe der kleinen Stadt Burkittsville im Südwesten von Frederick County spielt.
Die Naval Support Facility Thurmont, besser bekannt als Camp David, befindet sich im Norden des Frederick County.

## Demografische Daten
Nach der Volkszählung im Jahr 2010 lebten im Frederick County 233.385 Menschen in 83.455 Haushalten. Die Bevölkerungsdichte betrug 136 Einwohner pro Quadratkilometer. In den 83.455 Haushalten lebten statistisch je 2,68 Personen.
Ethnisch betrachtet setzte sich die Bevölkerung zusammen aus 81,5 Prozent Weißen, 8,6 Prozent Afroamerikanern, 0,3 Prozent amerikanischen Ureinwohnern, 3,8 Prozent Asiaten sowie aus anderen ethnischen Gruppen; 2,8 Prozent stammten von zwei oder mehr Ethnien ab. Unabhängig von der ethnischen Zugehörigkeit waren 7,3 Prozent der Bevölkerung spanischer oder lateinamerikanischer Abstammung.
25,3 Prozent der Bevölkerung waren unter 18 Jahre alt, 63,6 Prozent waren zwischen 18 und 64 und 11,1 Prozent waren 65 Jahre oder älter. 50,8 Prozent der Bevölkerung war weiblich.

Das jährliche Durchschnittseinkommen eines Haushalts lag bei 81.686 USD. Das Pro-Kopf-Einkommen betrug 35.172 USD. 4,8 Prozent der Einwohner lebten unterhalb der Armutsgrenze.

## Bekannte Bewohner
- Thomas Johnson (1732–1819), Jurist und Politiker, lebte ab 1760 dort
- Isaac Shelby (1750–1826), 5. Gouverneur des US-Bundesstaates Kentucky.

## Orte im Frederick County
Citys
- Brunswick
- Frederick

Towns
| - Burkittsville - Emmitsburg - Middletown | - Mount Airy1 - Myersville - New Market | - Thurmont - Walkersville - Woodsboro |

Village
- Rosemont

Census-designated places (CDP)
| - Adamstown - Ballenger Creek - Bartonsville - Braddock Heights - Clover Hill | - Green Valley - Jefferson - Linganore - Monrovia - Point of Rocks | - Sabillasville - Spring Ridge - Urbana |

andere Unincorporated Communities
| - Buckeystown - Catoctin Furnace - College Estates - Creagerstown - Detour - Discovery - Spring Garden | - Doubs - Fairhaven - Fairview - Fort Detrick - Graceham - Hood College | - Ijamsville - Johnsville - Keymar - Knoxville - Ladiesburg - Lake Linganore | - Lewistown - Libertytown - Middleburg - New London - New Midway - Rocky Ridge | - Sherwood Forest - Spoolsville - Sunny Side - Tuscarora - Unionville - Wolfsville |

1 – teilweise im Carroll, Howard und im Montgomery County

## Gliederung
Das Frederick County ist in 26 durchnummerierte Distrikte eingeteilt:
| Distrikt                    | Einwohner (2010) | FIPS     |
| --------------------------- | ---------------- | -------- |
| District 1, Buckeystown     | 10.218           | 24-90040 |
| District 2, Frederick       | 72.111           | 24-90132 |
| District 3, Middletown      | 10.025           | 24-90224 |
| District 4, Creagerstown    | 1.247            | 24-90316 |
| District 5, Emmitsburg      | 6.674            | 24-90408 |
| District 6, Catoctin        | 2.107            | 24-90500 |
| District 7, Urbana          | 15.071           | 24-90592 |
| District 8, Liberty         | 2.460            | 24-90684 |
| District 9, New Market      | 27.147           | 24-90776 |
| District 10, Hauvers        | 2.339            | 24-90868 |
| District 11, Woodsboro      | 3.400            | 24-90956 |
| District 12, Petersville    | 3.299            | 24-91048 |
| District 13, Mount Pleasant | 5.953            | 24-91140 |
| District 14, Jefferson      | 4.795            | 24-91232 |
| District 15, Thurmont       | 8.943            | 24-91324 |
| District 16, Jackson        | 4.208            | 24-91416 |
| District 17, Johnsville     | 2.212            | 24-91508 |
| District 18, Woodville      | 9.628            | 24-91600 |
| District 19, Linganore      | 1.755            | 24-91692 |
| District 20, Lewistown      | 3.115            | 24-91784 |
| District 21, Tuscarora      | 9.961            | 24-91876 |
| District 22, Burkittsville  | 1.553            | 24-91968 |
| District 23, Ballenger      | 5.544            | 24-92060 |
| District 24, Braddock       | 5.548            | 24-92152 |
| District 25, Brunswick      | 4.763            | 24-92244 |
| District 26, Walkersville   | 9.309            | 24-92336 |